# Agathia sinuifascia
Agathia sinuifascia là một loài bướm đêm trong họ Geometridae.